# China Everbright Group
China Everbright Group — один из крупнейших государственных многопрофильных холдингов Китая, входит в число крупнейших компаний мира. Основными акционерами группы являются Central Huijin Investment (55,67 %) и Министерство финансов Китайской Народной Республики (44,33 %), менеджмент China Everbright Group подчиняется Госсовету Китая.
China Everbright Group специализируется на банковском и страховом бизнесе, операциях с ценными бумагами, фьючерсами и недвижимостью, управлении активами, лизинге и услугах по охране окружающей среды. Компании группы имеют обширный инвестиционный портфель в различных секторах экономики.

## История
В 1983 году доверенные лица Госсовета Китая основали в британском Гонконге финансовую компанию China Everbright Holdings. В 1990 году Ван Гуанин передал управление холдингом своему преемнику Цю Цину. В том же 1990 году была основана пекинская материнская компания China Everbright Group, которой подчинялся гонконгский филиал China Everbright Holdings Co. (из-за валютных ограничений все зарубежные операции группы проходили через гонконгский филиал).
В 1992 году China Everbright Group основала в Пекине China Everbright Bank, а в 1993 году приобрела 20-процентную долю в гонконгском International Bank of Asia и основала в Гонконге компанию China Everbright International. В 1996 году в Шанхае была основана финансовая компания Everbright Securities. В 1997 году в Гонконге была основана ещё одна компания China Everbright Limited, акции которой стали котироваться на Гонконгской фондовой бирже (на баланс этой компании были переведены часть акций China Everbright Bank и доля в International Bank of Asia). В 1998 году China Everbright Group была переведена из непосредственного подчинения Госсовету Китая под контроль Народного банка Китая. 
В 1999 году за финансовые злоупотребления со своего поста был уволен президент China Everbright Bank Чжу Сяохуа (в 2002 году он был приговорён к тюремному заключению). В 2007 году China Everbright Group уступила пакет акций China Everbright Bank государственной Central Huijin Investment в обмен на пакет её акций. Кроме того, в том же 2007 году нефинансовые активы группы были выделены в отдельную компанию China Everbright Industrial, главным акционером которой также стала Central Huijin Investment. В 2009 году Everbright Securities вышла на Шанхайскую фондовую биржу. 
В 2014 году Central Huijin Investment внесла свои пакеты акций China Everbright Bank и China Everbright Industrial в капитал China Everbright Group, став таким образом крупнейшим акционером группы. В 2015 году Everbright Securities приобрела у группы Sun Hung Kai Properties 70 % акций компании Sun Hung Kai Financial, создав совместное предприятие Everbright Sun Hung Kai.
В декабре 2024 года Народный суд средней ступени города Таншань приговорил бывшего председателя правления корпорации China Everbright Group Тан Шуаннина к 12 годам тюремного заключения за коррупцию и получение взяток. Кроме того, суд обязал его выплатить штраф в размере 1,3 млн юаней, а также постановил взыскать с него все незаконным образом полученные средства и дивиденды.

## Структура
Многие компании группы являются акционерами друг друга, например, China Everbright Limited владеет крупными пакетами акций Everbright Securities, China Everbright Bank, Everbright Jiabao, CEL China Real Estate, Everbright Prestige Capital Asset Management, China Everbright Industrial Investment Holding, China Everbright Aerospace Holdings и China Aircraft Leasing Group.
- China Everbright Bank (Пекин) — банковские услуги, лизинг и инвестиционный банкинг[12].
- China Everbright Limited (Гонконг) — управление активами, прямые инвестиции, брокерские услуги и инвестиционный банкинг[13].
- Everbright Securities (Шанхай) — управление активами и брокерские услуги[14].
- Everbright Sun Hung Kai (Гонконг) — управление активами и брокерские услуги[15].
- Everbright Prestige Capital Asset Management — управление активами[16].
- China Everbright International (Гонконг) — экологический менеджмент и коммунальное хозяйство[17].
- China Everbright Water (Шэньчжэнь) — очистка сточных вод[18].
- Everbright Jiabao (Шанхай) — операции с недвижимостью[19].
- Sun Life Everbright Life Insurance (Тяньцзинь) — страхование жизни.
- China Everbright Industry Group (Пекин) — управление инвестициями и консалтинг[20].
- China Aircraft Leasing Group (Гонконг) — лизинг авиационной техники[21].
- Huichen Nursing Home Management (Пекин) — уход за пожилыми людьми.

## Активы
China Everbright Group владеет различными объектами инфраструктуры и коммерческой недвижимости, в том числе Международным аэропортом Тираны имени матери Терезы (Албания), Everbright International Hotel (Шанхай), Yuehong Plaza (Шанхай), IMIX Park (Чунцин), New Everbright Centre (Пекин), Parkview Place (Пекин).
China Everbright Limited инвестировала средства в компании Kinergy Corporation (Сингапур), Ying Li International Real Estate (Сингапур), BGI Group (Шэньчжэнь), Goldwind (Пекин), CECEP Wind Power Corporation (Пекин), Focus Media (Шанхай), iQiyi (Пекин), Terminus Technologies (Пекин), iSoftStone Holdings (Пекин), Yucheng Technologies (Пекин), Hanbang Gaoke Technology (Пекин), SenseTime (Гонконг), CEL Financial Technology (Пекин), NIO (Шанхай), HC SemiTek (Ухань), Jiawei Photoelectric Lighting (Шэньчжэнь), Jingneng Clean Energy (Пекин), SPT Energy Group (Пекин), Village Telephone (Гонконг), Wish (Сан-Франциско), Eloxx Pharmaceuticals (Уолтем), XJet (Израиль), SatixFy (Израиль), Betta Pharmaceuticals (Ханчжоу), China UMS (Шанхай), Amcare (Пекин), LifeTech Scientific Corporation (Шэньчжэнь), Yixia Technology (Пекин), Burke Porter Group (Кент) и многие другие. Основные приоритеты инвестиционного пакета China Everbright Limited — биотехнологии, фармацевтика, медицинские услуги, уход за пожилыми людьми, ветряная и солнечная энергетика, электронные средства массовой информации, информационные и финансовые технологии, искусственный интеллект, электромобили, микросхемы, недвижимость, инфраструктура, лизинг авиационной техники.